# Capitão Nelson
Nelson Ruas dos Santos (Niterói, 6 de maio de 1958), mais conhecido como Capitão Nelson, é um policial militar reformado e político brasileiro filiado ao Partido Liberal (PL). Atualmente é o prefeito da cidade de São Gonçalo, cargo que ocupa desde janeiro de 2021.

## Carreira política
Morador de São Gonçalo desde os 4 anos de idade, Nelson iniciou sua carreira militar tornando-se fuzileiro naval em 1977, tendo na sequência ingressado na Polícia Militar, onde comandou uma Guarnição de Patamo durante 10 anos. Em 2001, foi promovido a capitão da PM e em 2003 passa a chefiar o 35.° Batalhão, em Itaboraí, onde ficou por cinco meses, quando retornou ao batalhão de São Gonçalo.
Incentivado por amigos, Nelson se afasta da Polícia Militar para ingressar na política, se candidatando a vereador pela primeira vez em 2004, pelo PSC, sendo eleito com 3 375 votos. Foi reeleito por mais três vezes para a Câmara Municipal. Nas eleições de 2018, concorreu ao cargo de Deputado Estadual pelo Avante, recebendo 24 204 votos e ficando como suplente. No entanto, com a prisão de Marcos Abrahão na Operação Furna da Onça, Nelson se licencia da Câmara de Vereadores de São Gonçalo para assumir uma cadeira na Alerj em 26 de março de 2019. Como deputado, foi o responsável por trazer o programa Segurança Presente para São Gonçalo.
Em 2011, Capitão Nelson foi citado no relatório final da CPI das Milícias da ALERJ acusado por uma ligação do Disque-Denúncia de liderar um grupo de 14 policiais civis e militares que atuaria no Jardim Catarina, um dos bairros mais populosos do município. O então vereador não chegou a ser indiciado.
Em 28 de maio de 2020, com a soltura e retomada do mandato de Marcos Abrahão, Nelson deixou a ALERJ e retornou à Câmara de Vereadores de São Gonçalo, tendo se licenciado do cargo mais uma vez em junho, agora para se dedicar a sua pré-campanha à prefeitura da cidade.
Em convenção realizada no dia 11 de setembro de 2020, Capitão Nelson foi oficializado como candidato do Avante à Prefeitura de São Gonçalo, tendo o ex-vereador Sérgio Gevú como candidato a vice da chapa "Avança São Gonçalo", formada por Avante, PL e PSDB. No primeiro turno, Nelson recebeu 22,82% dos votos válidos, avançando para a disputa do 2° turno com 0,20% de diferença para o terceiro colocado, o ex-deputado federal Dejorge Patrício (Republicanos). Durante a disputa do 2° turno, recebeu apoio do presidente Jair Bolsonaro e da bancada bolsonarista, incluindo os deputados federais Carlos Jordy e Otoni de Paula Júnior e o deputado estadual Filippe Poubel, além da adesão do ex-deputado Roberto Sales e do vice-prefeito Ricardo Pericar, candidatos derrotados no primeiro turno. Em 29 de novembro de 2020, Capitão Nelson foi eleito prefeito de São Gonçalo ao receber 50,79% dos votos válidos, revertendo uma disputa apertada contra seu oponente, o ex-secretário de saúde Dimas Gadelha (PT), que obteve 49,21% dos votos.
Pouco mais de 1 mês após assumir a prefeitura de São Gonçalo, Nelson deixa o Avante, legenda pela qual se elegeu, e se filia ao Partido Liberal.
Filiado ao PL, foi reeleito prefeito de São Gonçalo em 2024 com a maior votação da história do município, recebendo 387.914 votos, equivalente a 84,49% dos votos válidos.

### Prefeito de São Gonçalo (2021–presente)
A gestão de Nelson Ruas começou em 1° de janeiro de 2021. As primeiras semanas ficaram reconhecidas pelo enorme mutirão de limpeza que se espalhou pela cidade, com podas de árvores e desentupimento de esgotos. Nos meses seguintes, a gestão Nelson foi responsável pela inauguração oficial do Teatro Municipal Gonçalense (obra que durou cinco anos), a abertura do Restaurante do Povo, obras de infraestrutura e pela implantação de programas como Asfalta São Gonçalo e Cidade Ilustrada, direcionadas ao recapeamento de estradas e pintura de viadutos, respectivamente.

## Controvérsias

#### Acusações de nepotismo
No primeiro dia de mandato, Nelson nomeou seu filho, Douglas Ruas, como secretário de Gestão Integrada e Projetos. A nomeação teve uma péssima repercussão na mídia e entre a oposição ao governo, gerando uma denúncia de nepotismo por parte do Ministério Público, o que foi negado por ele e pela prefeitura. Douglas permaneceu a frente da pasta até abril de 2022, quando deixou o cargo para se candidatar a deputado estadual nas eleições do mesmo ano, quando foi eleito.

#### Falta de organização no plano de vacinação contra a Covid-19
Em 5 de fevereiro de 2021, a vacinação geral contra o Covid-19 foi suspensa em São Gonçalo por falta de doses após a secretaria de Saúde liberar a vacinação para funcionários da Saúde de todas as idades. Várias pessoas de municípios vizinhos foram à cidade para tomar a primeira dose. Essa situação causou conflitos entre o secretário André Vargas e os vereadores, principalmente os da oposição. Vargas acabou exonerado do cargo em novembro de 2021.

#### Ofensas à Niterói e Maricá
Durante a campanha do segundo turno das eleições de 2022, Nelson direcionou ofensas às populações de Niterói e Maricá num comício do então presidente e candidato à reeleição Jair Bolsonaro em São Gonçalo. Ao citar a disputa judicial entre as cidades acerca da redistribuição dos recursos dos royalties do petróleo, Nelson declarou: “Nós estamos numa briga ferrenha com o município de Maricá e Niterói por conta dos royalties do petróleo. Eles são um bando de filho da p... que estão brigando com São Gonçalo”. A fala gerou revolta e críticas da população e políticos de ambos os municípios. No dia seguinte ao comício, Nelson afirmou que o xingamento era direcionado aos prefeitos das duas cidades (Axel Grael e Fabiano Horta, respectivamente) e não aos moradores.

## Desempenho eleitoral
| Ano  | Eleição                     | Partido | Cargo             | Votos   | %                 | Resultado | Ref    |
| ---- | --------------------------- | ------- | ----------------- | ------- | ----------------- | --------- | ------ |
| 2004 | Municipal de São Gonçalo    | PSC     | Vereador          | 3.375   | n/d               | Eleito    | [ 11 ] |
| 2008 | Municipal de São Gonçalo    | PSC     | Vereador          | 6.095   | 1,29%             | Eleito    | [ 12 ] |
| 2010 | Estaduais no Rio de Janeiro | PSC     | Deputado Estadual | 15.026  | 0,20%             | Suplente  | [ 13 ] |
| 2012 | Municipal de São Gonçalo    | PSC     | Vereador          | 5.762   | 1,32%             | Eleito    | [ 14 ] |
| 2016 | Municipal de São Gonçalo    | PTdoB   | Vereador          | 5.128   | 1,16%             | Eleito    | [ 15 ] |
| 2018 | Estaduais no Rio de Janeiro | Avante  | Deputado Estadual | 24.204  | 0,31%             | Suplente  | [ 16 ] |
| 2020 | Municipal de São Gonçalo    | Avante  | Prefeito          | 85.399  | 22,82% (1º Turno) | Eleito    | [ 17 ] |
| 2020 | Municipal de São Gonçalo    | Avante  | Prefeito          | 189.719 | 50,79% (2º Turno) |           | [ 17 ] |
| 2024 | Municipal de São Gonçalo    | PL      | Prefeito          | 387.914 | 84,49%            | Eleito    | [ 18 ] |